# Tunnel Saint-Félix (œuvre d'art)
 (mars 2020).
Pour les articles homonymes, voir Tunnel Saint-Félix.
Tunnel Saint-Félix est une œuvre située à Nantes, dans le tunnel éponyme, depuis sa mise en place en 2007 dans le cadre du festival Estuaire. Elle est composée d'un halo de lumière, dans un spectre chromatique contraire aux lumières urbaines et proche des couleurs de l'estuaire.
Accessible uniquement par bateau, il est possible de visiter l'œuvre dans une randonnée en kayak organisée par Nantes Atlantique Canoë Kayak, mais également en navibus.